# For Funerals to Come
For Funerals To Come to minialbum zespołu Katatonia wydany w 1995 roku.

## Lista utworów
1. "Funeral Wedding"
2. "Shades Of Emerald Fields"
3. "For Funerals To Come"
4. "Epistel"

## Twórcy
- Blackheim – gitara, wokal
- Jonas Renkse – perkusja, wokal
- Le Huche – gitara basowa